# Televizní norma

Kódování barevného signálu používané v různých státech světa

Jako televizní norma se označuje souhrn standardů kódování signálu pro televizní vysílání. Této normě musí být přizpůsobena zařízení vysílače i přijímače. V analogové televizi definují zejména technické parametry přenosu obrazového signálu, systém kódování barevné informace, případně systém pro vícekanálový zvuk či další informace šířené s televizním signálem (např. teletext). U digitální televize jsou všechny tyto složky součástí jediného systému.

## Analogová televize

### Základy přenosu obrazu
Základní princip přenosu televizního obrazu je u všech standardů stejný: signál se chápe jako posloupnost rychle následujících snímků (snímková frekvence je nejčastěji 25 Hz), z nichž každý se rozloží na vodorovné řádky, které se snímají zleva doprava a shora dolů (obdobné uspořádání jako u psaného textu na stránce), přičemž se zaznamenává jas a (u barevného vysílání) barva. Ačkoli teoreticky je signál jednoho řádku spojitý, z praktických důvodů je potřeba stanovit konečný limit na šířku pásma vysílaného signálu, takže se stanoví konečné horizontální rozlišení signálu a obraz se tak dělí do diskrétních bodů.
Všechny užívané televizní normy používají prokládání, tj. obraz se snímá a přenáší ob jeden řádek, po přenesení jednoho takového půlsnímku se stejným způsobem přenese druhý půlsnímek obsahující druhou polovinu řádků (obecně ovšem získaných o něco později, půlsnímky se tedy od sebe mírně liší). Cílem této techniky je vylepšení kvality obrazu při zachování potřebné šířky pásma – přestože snímková frekvence je stále např. 25 Hz, zobrazovací frekvence je dvojnásobná, 50 Hz (tato frekvence se odvozuje od frekvence elektrické sítě jednak kvůli jednodušší synchronizaci (dnes už se však řízení síťovou frekvencí nepoužívá), jednak kvůli omezení blikání způsobeného zázněji). V normě PAL se nejprve vysílají liché půlsnímky (půlsnímek obsahující liché, horní řádky), poté sudé, v normě NTSC naopak nejprve sudé a poté liché.

### Zpětný běh paprsku
Televizní vysílání bylo navrženo na tehdy jediné existující obrazovky typu CRT, ve kterých obraz vzniká dopadem elektronového paprsku na luminofor, kterým je potažena skleněná stěna obrazovky. Elektronový paprsek je směrován pomocí silných elektromagnetů. Ve chvíli, kdy elektronový paprsek dokončí vykreslování jednoho řádku, je třeba paprsek přesunout na začátek dalšího řádku, na opačnou stranu obrazovky; totéž platí ve chvíli, kdy je dokončen půlsnímek a elektronový paprsek se musí vrátit do levého horního rohu obrazovky. Takový přesun nelze provést v nulovém čase, v těchto obdobích je tedy potřeba na krátký okamžik elektronový paprsek vypnout, aby na obrazovce nevytvářel stopu. Doba potřebná pro návrat na následující řádek (vodorovný zpětný běh) je rezervována na konci každého řádku, doba potřebná pro snímkový zpětný běh odpovídá fiktivním dodatečným řádkům, tzv. pasivním řádkům, které jsou sice započteny do celkového počtu řádků normy, neslouží však pro přenos obrazového signálu a nezobrazují se (tzv. zatemňovací směs). Jelikož je v době snímkového zpětného běhu elektronový paprsek vypnutý, lze v těchto pasivních řádcích přenášet jiný signál; v praxi se zde přenáší např. teletext, pomocné či synchronizační signály.
Řádkové zpětné běhy se využívají k přenosu synchronizačních impulsů pro horizontální vychylování a synchronizaci obvodů pro přenos barvy (tzv. synchronizační směs). Pro snímkový zpětný běh je rezervováno 25 řádků (23 řádek před prvním půlsnímkem, 25 řádek mezi půlsnímky a 2 řádky po druhém půlsnímku), ve kterých se vysílají synchronizační impulsy pro vertikální vychylování, informace o obrazu (viz též PALplus), časové razítko, signál teletextu, případně titulky pro sluchově postižené.

### Kódování barvy
Původně byl televizní signál pouze černobílý; při pozdějším rozšíření na barevný musela být zachována zpětná kompatibilita, aby nebylo potřeba starší černobílé přijímače okamžitě vyměnit. Kvalitní barevná přenosová soustava, jak se systém pro přenos barevné informace také nazývá, se z důvodu zpětné kompatibility musí vypořádat především s těmito úskalími:
- přidaný barvonosný signál nesmí viditelně ovlivnit kvalitu černobílého obrazu,
- barvonosný signál nesmí zvyšovat nároky na šířku frekvenčního spektra úplného televizního signálu,
- barvonosný signál musí být snadno vyfiltrovatelný a minimálně ovlivněný černobílým signálem,
- přenášená barevná informace musí být dostatečně odolná vůči změnám vznikajícím během zpracování a přenosu radiovými vlnami.

Systémů kódování barevné informace vzniklo několik, každý se používá v jiné části světa a každý se se zpětnou kompatibilitou vyrovnal po svém. Geografické rozšíření jednotlivých barevných přenosových soustav souvisí v mnoha případech s tím, jakou přenosovou soustavu používá některý velký a tím pádem i ekonomicky vlivný sousední stát. Ve světě tedy najdeme oblasti, kde kraluje norma NTSC s mnoha drobnými úpravami, dále oblasti, kde se používá norma PAL a konečně oblasti, kde se používá norma SECAM. Pro úplnost je vhodné zmínit i soustavu MAC, která však není zpětně kompatibilní.
V zásadě je princip přenosu barvy u všech soustav stejný: je potřeba přenést barevnou informaci o třech barvách: Red (červená), Green (zelená) a Blue (modrá), zkráceně RGB. Tyto tři barvy najdeme při pohledu na obrazovku barevného televizního přijímače. Tvůrci přenosových soustav využili skutečnosti, že tři signály jednotlivých barev kromě výsledné barvy nesou současně i informaci o celkovém jasu obrazového bodu. Pokud tedy sečteme příspěvky R+G+B (případně transformované Y+U+V) získáme hodnotu jasu. Jas ale známe, je to vlastně nám dobře známý černobílý obraz. Pokud jednotlivé signály vhodně onormujeme, můžeme z hodnoty jasu a z hodnot signálů dvou barev dopočítat hodnotu signálu barvy třetí. Místo přenosu informace o třech barvách přenášíme informaci o jasu, tedy jasový signál a o dvou barvách, tedy chrominanční signál. Úkol přenosu barvy se tedy podařilo značně zjednodušit a to s ohledem na zpětnou kompatibilitu. Černobílý signál je tedy důležitou součástí v celém systému přenosu barevného televizního signálu. Barevná informace je uložena pomocí kvadraturní amplitudové modulace (NTSC a PAL) nebo pomocí frekvenční modulace (SECAM) do spektra jasového signálu. Spektrum barvonosného signálu je úzké, s čímž souvisí to, že rozlišení barvy není tak vysoké, jako je rozlišení černobílého obrazu. Navíc některé barvy mají rozlišení menší než ostatní, což přímo souvisí s fyziologií lidského vidění. Ve výsledku většina diváků nevnímá nízké rozlišení barvy jako rušivé.
- V normě PAL se barevný prostor RGB transformuje do YUV, jasový signál se vysílá tradičně (tím se právě dosahuje zpětné kompatibility), dvě barevné složky U a V pak dostanou šířku pásma 1,3 MHz a namodulují se (kvadraturní amplitudovou modulací) na vedlejší nosnou (posun této nosné je 4,43361875 MHz u PAL-B, D, G, K, H, I, N, 3,58205625 MHz u PAL-NC a 3,57561149 MHz u PAL-M), přičemž u každé druhé řádky je polarita fáze složky V obrácena, čímž se mají vyrušit drobné chyby v přenosu fáze. Chyba barevného odstínu, který oko vnímá velmi rušivě, se převádí na chybu sytosti, což již oko nevnímá tak rušivě nebo vůbec. Na začátku každé řádky se přidává referenční signál (tzv. color burst), kterým se synchronizuje referenční úroveň amplitudy a fáze. PAL má nejvyrovnanější přenosové vlastnosti, nevýhodou je potřeba složitějšího přijímače.
- Norma NTSC je velmi podobná normě PAL, jde vlastně o předchůdce soustavy PAL a liší se zejména tím, že NTSC neotáčí fázovou polaritu. NTSC také používá mírně odlišný barevný prostor YIQ, přičemž složka I má přidělenu šířku pásma 1,5 MHz, zatímco složka Q, na kterou je lidské oko méně citlivé, má pouze 0,5 MHz. Barevná nosná je na frekvenci 3,58 MHz. Nevýhodou NTSC je zkreslení barevného podání způsobené chybami přenosu, výhodou je jednoduchost přijímače.
- Norma SECAM používá podobný barevný prostor YDbDr (velmi podobný prostoru YUV), ale na rozdíl od předchozích se nepřenáší obě barevné složky současně, ale vždy jen jedna z nich, přičemž druhá složka se uchovává z předchozího řádku (přijímač proto potřebuje zpožďovací linku, fungující jako paměť). Pro vysílání této barevné informace se používá frekvenční modulace, barevný signál má šířku pásma 1,4 MHz a je posunut o 4,25 MHz u Db a 4,40625 MHz u Dr. Výhodou proti NTSC je částečné odstranění zkreslení barevného podání, nevýhodou je určité barevné zkreslení dané tím, že se polovina signálu přebírá z předchozího řádku.

### Modulace
Obrazový signál se skládá z jasové a barevné složky (přičemž norma musí stanovit polaritu tohoto signálu: u pozitivní modulace je maximální jas reprezentován maximální úrovní elektrického signálu, u negativní modulace je maximální jas reprezentován nulovou úrovní signálu; většina moderních norem používá kvůli vyšší obrazové kvalitě negativní modulaci, neboť se předpokládá (se znalostí typického šumu), že tmavé skvrny v obraze ruší méně než světlé); tento analogový signál (víceméně spojitý) je před odesláním do vysílače nutno modulovat. Všechny dnešní analogové televizní normy používají pro terestrický přenos jasového obrazového signálu amplitudovou modulaci s částečně potlačeným jedním postranním pásmem (VSB, C3F) – oproti modulaci jen s jedním postranním pásmem (SSB) poskytuje zmenšené postranní pásmo částečnou ochranu proti rušení z vedlejšího kanálu a především tato modulace umožňuje přenos stejnosměrné složky a signálů s velmi nízkou frekvencí, což jsou v obrazovém podání scény typu celá černá obrazovka, celá bílá obrazovka nebo jakýkoliv šedý či barevný odstín po celé obrazovce a pro nízké frekvence jde o scény, kdy se jas mění na ploše obrazu velmi pozvolna. Původně bylo také toto řešení technicky snáze zvládnutelné, dnes se zachovává zejména z historických důvodů.

### Zvuk
V analogové televizi se zvuk přenáší zásadně nezávisle na obrazu. Obrazová a zvuková složka se zpravidla kombinují před vysílačem, někdy je však lze i vysílat zcela odděleně. Ve většině dnes používaných norem se zvuk vysílá pomocí běžné frekvenční modulace podobně jako u rozhlasu. Pro přenos vícekanálového zvuku existuje několik standardů: NICAM (používaný v několika evropských a asijských zemích) je digitální formát využívající 14bitovou PCM s vzorkovací frekvencí 32 kHz a vysílaný s modulací QPSK, MTS (používaný v Americe a na Tchaj-wanu) do signálu NTSC multiplexuje rozdílové složky pro levý a pravý signál, německý Zweikanalton (označované též A2, FM-FM, IGR, německé stereo, i dalšími názvy; používá se i v Česku, kde se označuje jako české stereo) používá oddělený signál na vedlejší nosné (posunuté o 242 kHz oproti hlavnímu zvukovému signálu), na hlavním kanálu se vysílá monofonní zvuk (průměr levého a pravého kanálu), na druhém se vysílá pravý kanál.

### Přehled systémů
V úplných počátcích televizního vysílání bylo testováno mnoho systémů s různými parametry; úplně zpočátku se používaly mechanické systémy s velmi nízkým rozlišením a někdy bez zvuku, později se přešlo na elektroniku.
V roce 1961 proběhla ve Stockholmu mezinárodní konference, na které Mezinárodní telekomunikační unie definovala soubor norem pro vysílání televizního signálu. Každá norma pro vysílání černobílého signálu má přiděleno jednopísmenné označení (A – M), které spolu s označením systému kódování barevné informace (NTSC, PAL, SECAM) jednoznačně definuje libovolný standard monofonního analogového televizního vysílání (např. PAL-B, NTSC-M apod.).
| Norma | Řádků | Snímková frekvence [Hz] | Šířka pásma [MHz] | Šířka obrazu [MHz] | Posun zvuku [MHz] | Postranní pásmo [MHz] | Polarita | Modulace zvuku | Poznámky |
| ----- | ----- | ----------------------- | ----------------- | ------------------ | ----------------- | --------------------- | -------- | -------------- | --- |
| A     | 405   | 25                      | 5                 | 3                  | −3,5              | 0,75                  | +        | AM             | Zastaralý britský systém, pouze černobílá TV, jen VHF. První televizní systém (cca 1936). |
| B     | 625   | 25                      | 7                 | 5                  | +5,5              | 0,75                  | −        | FM             | Většinou jen VHF, kompromis mezi kvalitou systému D a účinností systému N. |
| C     | 625   | 25                      | 7                 | 5                  | +5,5              | 0,75                  | +        | AM             | Zastaralý belgický systém, kompromis mezi B a L. |
| D     | 625   | 25                      | 8                 | 6                  | +6,5              | 0,75                  | −        | FM             | Většinou jen VHF, vylepšení systému I, nejlepší kvalita obrazu z 625řádkových systémů. |
| E     | 819   | 25                      | 14                | 10                 | ±11,15            | 2,00                  | +        | AM             | Zastaralý francouzský systém pro VHF. Velmi vysoká kvalita obrazu, ale plýtvá šířkou pásma. |
| F     | 819   | 25                      | 7                 | 5                  | +5,5              | 0,75                  | +        | AM             | Zastaralý belgický a lucemburský systém, kompromis mezi systémy E a B. |
| G     | 625   | 25                      | 7                 | 5                  | +5,5              | 0,75                  | −        | FM             | Jen UHF, víceméně systém B s upravenou roztečí kanálů. Mírně horší obraz než u systémů I a D. |
| H     | 625   | 25                      | 8                 | 5                  | +5,5              | 1,25                  | −        | FM             | Belgie, Lucembursko, země bývalé Jugoslávie; jen UHF, víceméně systém G s rozšířeným postranním pásmem a vyšší roztečí kanálů. |
| I     | 625   | 25                      | 8                 | 5,5                | +5,9996           | 1,25                  | −        | FM             | Spojené království, Irsko, JAR, Macao a Hongkong; lepší než systém B, ale horší než D. |
| J     | 525   | 29,97                   | 6                 | 4,2                | +4,5              | 0,75                  | −        | FM             | Japonsko; VHF a UHF, oproti systému M se používá jiná úroveň černé (0 IRE místo 7,5 IRE). |
| K     | 625   | 25                      | 8                 | 6                  | +6,5              | 0,75                  | −        | FM             | Jen UHF, prakticky totožný se systémem D. |
| K’    | 625   | 25                      | 8                 | 6                  | +6,5              | 1,25                  | −        | FM             | Francouzská zámořská území; kompromis mezi systémy L a D. |
| L, L' | 625   | 25                      | 8                 | 6                  | +6,5              | 1,25                  | +        | AM             | Francie; Kvůli AM a pozitivní modulaci je o něco horší než systém D. L' se označuje norma, která je (byla) vysílána v 1. pásmu VHF. Nosná zvuku je před nosnou obrazu -6,5 MHz a je vysíláno pouze mono (jedna nosná zvuku). Kanály na kterých je L' se také označují jako A, B, C, D; to jest čtyři kanály. |
| M     | 525   | 29,97                   | 6                 | 4,2                | +4,5              | 0,75                  | −        | FM             | Většina Ameriky, Filipíny, Jižní Korea, Tchaj-wan; až na Brazílii s PAL-M všichni NTSC-M. |
| N     | 625   | 25                      | 6                 | 4,2                | +4,5              | 0,75                  | −        | FM             | Argentina, Paraguay a Uruguay; lepší využití pásma na úkor zhoršené obrazové kvality. |

## Digitální televize
Novější digitální televize nenese potřebu zpětné kompatibility a situace je tak výrazně jednodušší. Jednotlivé složky digitálního televizního vysílání (kompletní obraz, zvuk, doplňkové informace) se sloučí do výsledného datového toku pomocí multiplexování datových proudů, dnes v drtivé většině prostřednictvím standardu MPEG-2. Teprve výsledný datový tok je jako celek vysílán.

### Formát obsahu
Digitální televizi lze provozovat jak v původním nižším rozlišení (SDTV), tak v kvalitnějším HDTV. Obsah byl obvykle komprimován pomocí kodeku MPEG-2, nebo MPEG4/AVC/H.264. Dnes se v ČR používá v pozemním digitálním vysílání DVB-T2 kodek H.265 alias HEVC).
Kromě obrazu a zvuku mohou být součástí datového toku proudy obsahující doplňkový obsah jako např. teletext, EPG či interaktivní obsah.

### Modulace
Existují tři hlavní normy pro vysílání digitální televize, u každé pak varianty podle způsobu vysílání (-T pro terestrické šíření (pozemními vysílači), -S pro satelitní vysílání a -C pro kabelovou televizi).
- DVB je užívána ve většině světa včetně Evropy; používá modulace QPSK, 8PSK a různé varianty QAM. DVB-T pak navíc používá kódovaný ortogonální multiplex s frekvenčním dělením (COFDM) a hierarchickou modulaci; vysílá se v 6-, 7- nebo 8MHz kanálech, přičemž umožňuje datové toky od 4 Mbit/s do 32 Mbit/s. DVB-C podporuje 2–10MHz kanály s datovým tokem mezi 6 a 64 Mbit/s.
- ATSC je užívána v Severní Americe, Tchaj-wanu a Jižní Koreji; používá modulaci 8VSB a nabízí datový tok cca 19,2 Mbit/s použitelný buď pro jeden proud HDTV, nebo několik služeb „standardní“ kvality.
- Norma ISDB je používána v Japonsku; ISDB-S používá PSK, ISDB-T používá PSK/QAM s COFDM.

## Normy jako označení formátu
Často se (ačkoli ne zcela přesně) používají názvy označující televizní normy jako zkratky pro v nich používané formáty; tzn. jako „PAL“ se označuje video s 576 zobrazovanými řádky (obvykle prokládané, označované jako „576i“) a 25 snímky za sekundu (případně také s barevným kódováním PAL), horizontální rozlišení je zhruba 720 bodů; „NTSC“ pak označuje video s 480 viditelnými řádky („480i“) a 30Hz snímkovou frekvencí (a případně barevným kódováním NTSC) a horizontálním rozlišením zhruba 720 bodů.